# American Hot Wax
Pour plus de détails, voir Fiche technique et Distribution.
American Hot Wax est un film américain réalisé par Floyd Mutrux, sorti en 1978.

## Synopsis
Le film raconte l'histoire du célèbre disc-jockey Alan Freed qui, dans les années 1950, a contribué à introduire et à populariser le rock 'n' roll.

## Fiche technique
- Titre : American Hot Wax
- Réalisation : Floyd Mutrux
- Scénario : Art Linson et John Kaye
- Photographie : William A. Fraker
- Société de production : Paramount Pictures
- Pays d'origine : États-Unis
- Format : Couleurs - 1,85:1 - Stéréo
- Genre : biographie
- Durée : 91 minutes
- Date de sortie : 1978

## Distribution
- Tim McIntire : Alan Freed
- Fran Drescher : Sheryl
- Jay Leno : Mookie
- Laraine Newman : Louise, adolescente
- Arnold McCuller : Membre des Chesterfields
- Jeff Altman : Lennie Richfield
- Moosie Drier : Artie Moress
- Stephen Pearlman : Peter Overmyer
- Keene Curtis : Mr Leonard
- Hamilton Camp : Louie Morgan
- Chuck Berry : lui-même
- Jerry Lee Lewis : lui-même
- Screamin' Jay Hawkins : lui-même
- Brenda Russell : Membre des Delights
- Garry Goodrow : le père de Louise
- Larry Hankin : le manager des Diamond
- Melanie Chartoff : Debbie
- Olivia Barash : Susie
- Frankie Ford : lui-même
- Andrea Robinson
- Cameron Crowe